# Calcipotriol
Calcipotriol (DCI) o Calcipotrione en Estados Unidos, es un fármaco derivado sintético del calcitriol, la forma activa de la vitamina D, que es utilizado en el tratamiento de la psoriasis. Se comercializa bajo el nombre de Daivonex®, aunque tiene otras marcas comerciales, como Dovonex® en Estados Unidos o Psorcutan® en Alemania.

## Mecanismo de acción
El mecanismo, específico del calcipotriol se desconoce. Sin embargo, se ha demostrado que los análogos de vitamina D, al interactuar con el receptor de vitamina D (VDR), inhiben la proliferación epidérmica y promueven la diferenciación de la misma (especialmente de los queratinocitos). Estas cualidades han conducido al uso de estos fármacos en el tratamiento de la psoriasis vulgar.
A diferencia del calcitriol, el calcipotriol tiene un metabolismo con el calcio hasta 200 veces menor, pero conserva la misma afinidad por el receptor VDR.

## Uso
El calcipotriol está disponible en crema, ungüento y formulaciones líquidas. En estudios clínicos controlados con placebo, ha demostrado que hasta 74% de los pacientes con psoriasis lograron una mejoría importante o un aclaramiento total de las lesiones. En el caso de los pacientes con psoriasis del cuero cabelludo hasta 60% mostraron mejoría o aclaramiento total. También se ha utilizado con éxito en el tratamiento de la alopecia areata.

## Efectos adversos
Los efectos adversos por frecuencia son:
Muy frecuentes (frecuencia >10%)
- Irritación de la piel

Frecuentes (1-10%)
- Ardor
- Picazón
- Dermatitis
- Piel seca
- Eritema
- Erupciones
- Peladura

Poco frecuentes (0,1-1%)
- Eczema.
- Empeoramiento de la psoriasis

Raras (<0,1%)
- Dermatitis de contacto
- Cambios en la pigmentación
- Fotosensibilidad
- Hipercalcemia
- Atrofia de la piel
- Angioedema

Al menos 1 de cada 3 pacientes puede presentar eventos adversos locales. Estos eventos adversos pueden observarse tanto en la lesión de psoriasis como alrededor de la misma y pueden incluir: ardor, comezón, inflamación (edema), resequedad y enrojecimiento (eritema). Sin embargo, los eventos adversos suelen disminuir con el uso continuo.
A nivel sistémico, los análogos de la vitamina D pueden causar hipercalcemia o supresión de la hormona paratiroidea. Aunque cabe señalar que este evento adverso es raro con calcipotriol y suele suceder cuando el paciente excede la dosis máxima recomendada de 100 gramos a la semana.
No se tiene constancia de interacciones con otros fármacos.